# Fârţăneşti
Fârţăneşti é uma comuna romena localizada no distrito de Galaţi, na região de Moldávia. A comuna possui uma área de 81.59 km² e sua população era de 5276 habitantes segundo o censo de 2007.